# Louis-Antoine Planche

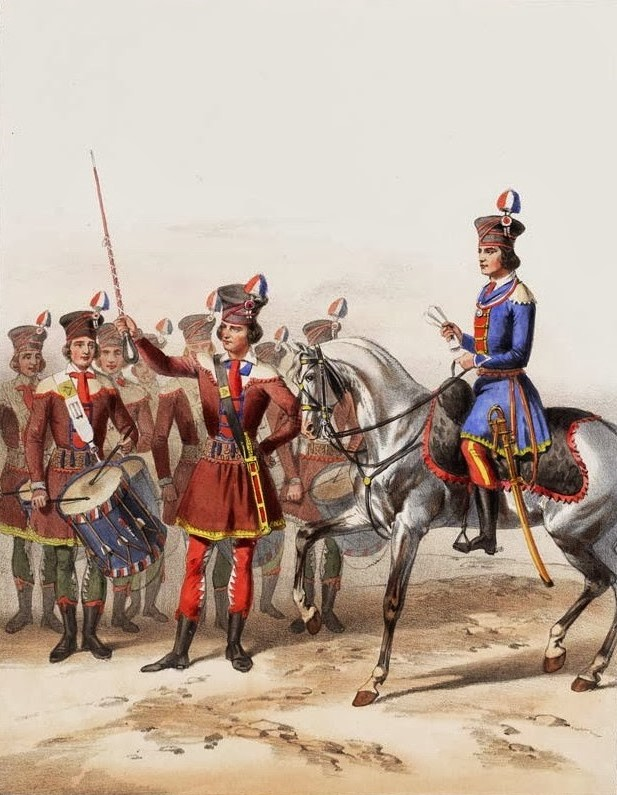
Recruten van de militaire school Marsveld (Parijs)

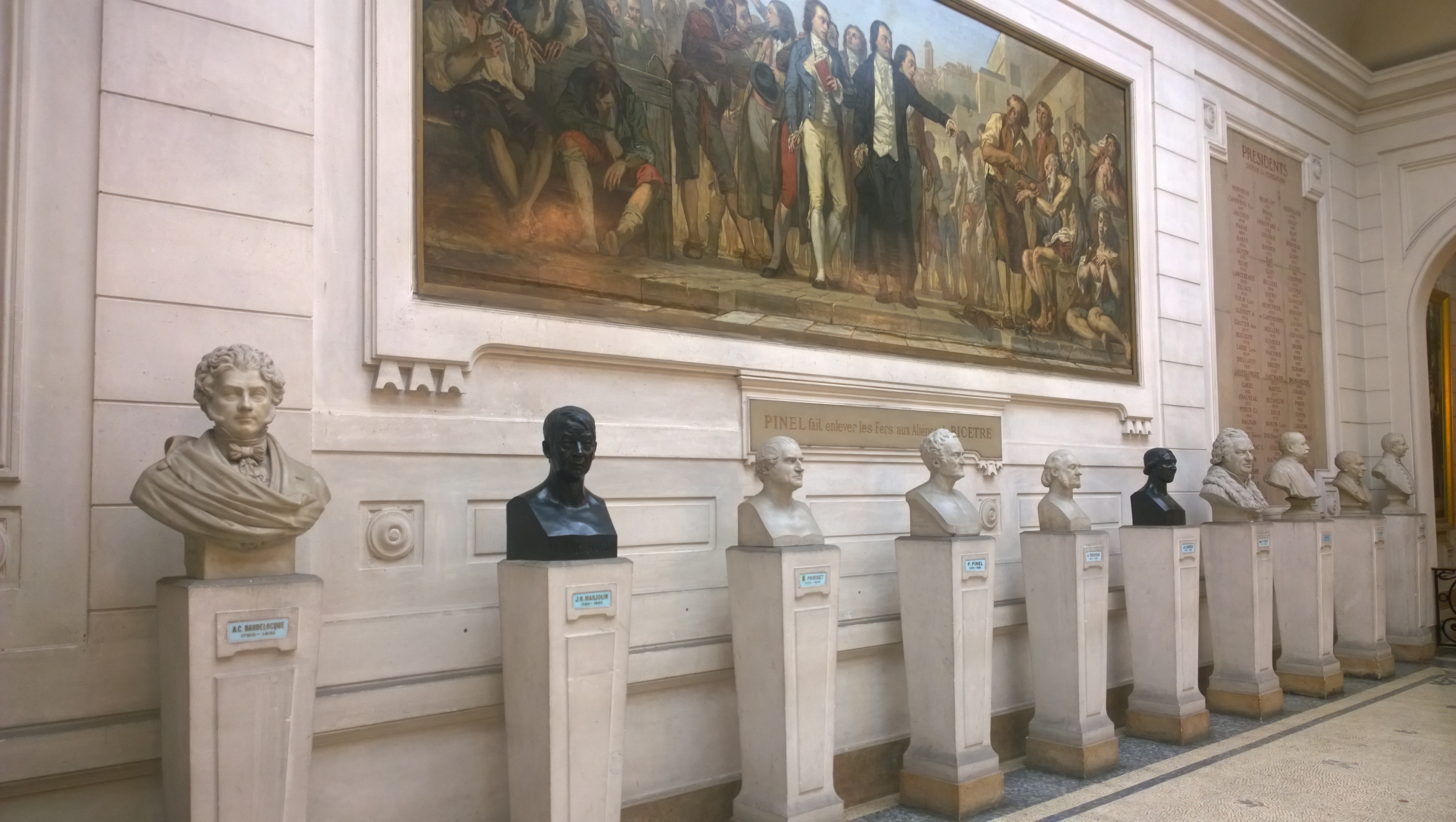
Franse academie voor geneeskunde

Louis-Antoine Planche (Parijs, 16 januari 1776 – Parijs, 7 mei 1840) was een apotheker en scheikundige onderzoeker in Parijs. Hij beschreef de reactie van peroxidase zonder het enzym te kennen.

## Levensloop
Planche groeide op in het Parijs van de Franse Revolutie. Hij werd kadet in de militaire school van het Marsveld, nabij Parijs. Hij vocht in de Pyreneeënoorlog, onder commando van generaal Dugommier. Dit was een van de vele oorlogen van het revolutionaire Frankrijk. Omwille van wondes opgelopen op het slagveld mocht hij terugkeren naar Parijs.
Planche behaalde het diploma van scheikundige (1796). Hij ging aan de slag als apotheker in Parijs. Er ontstond brede interesse in zijn werk, na de publicatie van een artikel over de omzetting van loodacetaat naar lood, in aanwezigheid van zink; hij kon alzo de boom van Saturnus bereiden.  Hij publiceerde over andere scheikundige analysen, bijvoorbeeld met ether, kamfer, barnsteenzuur of met zwavelzuur. Daarnaast publiceerde hij een vertaling van een Italiaanse farmacopee naar het Frans, wat bruikbaar was in de Parijse apotheken. Hij ontwikkelde ook een procedé om vervalste wijn te herkennen.
Zijn bekendste werk is de beschrijving van peroxidase aanwezig in de wortel van de mierik. Hoe accuraat zijn beschrijvingen ook waren, het principe van enzymes was onbekend in die tijd. Hij gebruikte het sap van de mierikswortel om kleurveranderingen te verkrijgen bij Guaiacum, een hars dat toen voor het eerst uit de Franse Caraïben tot in Parijs geraakte.
Er volgden benoemingen voor Planche in de Franse Academie voor Geneeskunde en de (toen in annex ervan) Academie voor Farmacie. Hij zetelde ook in de Farmacopee-commissie van Frankrijk.
Planche stierf in Parijs in 1840.
- Bibliothèque nationale de France: cb105742151 (data)
- Gemeinsame Normdatei: 117683434
- International Standard Name Identifier: 0000 0000 1045 1594
- Base Léonore: LH//2176/9
- Système universitaire de documentation: 111981689
- Virtual International Authority File: 64790781
- WorldCat: E39PBJvtbTD3KC9ggPBj9Y6R8C